# Васильковка (Новосибирская область)
Васильковка — деревня в Купинском районе Новосибирской области России. Входила в состав Новоключевского сельсовета. Упразднена в 1975 году.

## География
Располагалась в 6 км (по прямой) к северу от центра сельского поселения села Новоключи.

## История
В 1928 году посёлок Васильковский состоял из 73 хозяйств. В административном отношении входил в состав Петровского сельсовета Купинского района Барабинского округа Сибирского края.
В годы коллективизации в деревне был образован колхоз «Новая деревня». В 1951 году колхоз вошел в состав укрупненного колхоза имени Ленина села Новоключи. Решением Облисполкома 17 февраля 1975 года деревня Васильковка исключена из учётных данных.

## Население
В 1926 году в посёлке проживало 391 человек (194 мужчины и 17 женщин), основное население — украинцы.